# Средняя Ия
Средняя Ия — село в Пестречинском районе Татарстана. Входит в состав Надеждинского сельского поселения.

## География
Находится в северо-западной части Татарстана на расстоянии приблизительно 15 км на север-северо-восток по прямой от районного центра села Пестрецы у речки Иинка.

## История
Известно с 1646 года.

## Население
Постоянных жителей было: в 1782 году — 66 душ мужского пола, в 1859—175, в 1897—340, в 1908—364, в 1920—494, в 1926—341, в 1949—280, в 1958—283, в 1970—207, в 1979 — 79, в 1989 — 52, в 2002—36 (русские 97 %), 26 в 2010.